# 王良二
仙后座κ，又名BD+62 102，HD 2905、SAO 11256、HR 130，是仙后座的一颗恒星，视星等为4.16，位于銀經120.84，銀緯0.14，其B1900.0坐标为赤經0h 27m 18.6s，赤緯+62° 0.14′ 48″。